# Alfa Romeo Avio
Alfa Romeo Avio è stata un'azienda aeronautica italiana attiva dal 1941 nella produzione di motori aeronautici. Nata come divisione dalla casa automobilistica italiana Alfa Romeo e posseduta per 10 anni da Aeritalia, nel 1996 è entrata nell'orbita del gruppo Fiat. Nel 2003 è confluita - insieme all'omologa società del gruppo automobilistico torinese – nella nuova realtà industriale Avio.

## Storia

### Le premesse

Un biplano Santoni-Franchini. Su uno di questi modelli, fu installato il primo motore aeronautico dell'Alfa Romeo

Il primo propulsore Alfa utilizzato su un aeroplano fu installato nel 1910 su un biplano Santoni-Franchini. Questo velivolo, che fu progettato e realizzato dal disegnatore Antonio Santoni e dal meccanico Nino Franchini, montava un motore che derivava da quello installato su un'autovettura, l'ALFA 24 HP. 
Tale motore, che erogava 36 CV di potenza, fu progettato da Giuseppe Merosi e permise a questo aeroplano di effettuare il suo primo volo il 1º novembre 1910. In questo volo inaugurale, che fu compiuto a Milano, il biplano Santoni-Franchini decollò da Baggio e terminò il suo viaggio a San Siro. Nel 1916, l'Alfa Romeo ebbe l'incarico di curare ciò che concerneva la manutenzione dei motori Isotta Fraschini V4b. L'esperienza dell'Alfa Romeo in campo aeronautico continuò anche dopo l'acquisizione del controllo della società da parte di Nicola Romeo. Quest'ultimo, infatti, durante la prima guerra mondiale, ricevette degli ordinativi dal Ministero della Guerra per la realizzazione, su licenza Isotta-Fraschini, di 300 motori V6 per bombardieri. A conflitto terminato, e subito dopo aver realizzato un prototipo di un motore V12 da 600 CV, l'attività aeronautica dell'Alfa Romeo fu temporaneamente sospesa.

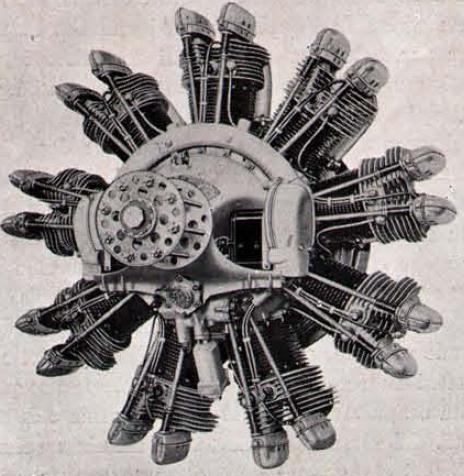
Una Alfa Romeo D2

L'attività in campo aeronautico dell'Alfa Romeo riprese poi nel 1924 con la realizzazione, questa volta su licenza Bristol, del motore Jupiter. Nicola Romeo ottenne infatti il permesso di costruire la versione Alfa Romeo del propulsore Bristol Jupiter IV. Tale motore era caratterizzato da una configurazione a stella a 9 cilindri e da un sistema di raffreddamento ad aria. Questi propulsori furono poi utilizzati sui velivoli da ricognizione ed osservazione IMAM Ro.1, Ro.1bis, Caproni Ca.97 e, sperimentalmente, anche sui bombardieri Caproni Ca.102, Ca.102quater e Ansaldo A.C.3. Nel 1928, Pasquale Gallo, che sostituì Nicola Romeo alla guida dell'Alfa Romeo, riuscì ad aggiudicarsi una commessa per produrre su licenza Lynx alcuni modelli di motori a 7 e 9 cilindri raffreddati ad aria.
Alla fine degli anni venti l'allora direttore dell'Alfa Romeo Prospero Gianferrari decise di diversificare l'attività dell'azienda puntando anche su altri prodotti: oltre alla realizzazione di autocarri e autobus, fu deciso di investire risorse importanti anche per la progettazione e la realizzazione di motori aeronautici. Il frutto di questo cambio di strategia fu la produzione, nel 1932, del primo motore aeronautico totalmente progettato, sviluppato e realizzato dalla casa del Biscione, il D2, che fu poi montato - in varie versioni - sul Caproni Ca.101. In questo decennio i motori aeronautici Alfa Romeo che seguirono il D2 vennero utilizzati su larga scala. Ad esempio il 126 RC.34 venne installato su ben cinque aerei differenti: Savoia-Marchetti S.74, S.M.75, S.M.79, S.M.81 e CANT Z.506. Altri propulsori aeronautici degni di nota che vennero progettati, sviluppati e prodotti dalla casa del Biscione in questo decennio sotto la supervisione del nuovo direttore della società Ugo Gobbato furono gli Alfa Romeo 125, 125 RC.35, 126 RC.10, 126 RC.34, 128 RC.18, 128 RC.21, 129 RC.32 e 135. Negli anni trenta i motori Alfa Romeo destinati all'aviazione divennero celebri anche per la loro partecipazione vittoriosa ai vari tentativi di infrangere i record mondiali in campo aeronautico e per i loro trionfi sportivi, dove dimostravano una certa supremazia tecnica.  I propulsori aeronautici della casa del Biscione di questo periodo, grazie soprattutto all'uso su un numero ragguardevole di aerei della Regia Aeronautica, contribuirono a scrivere pagine importanti della storia dell'aviazione italiana.
Per quanto riguarda la tecnologia, negli anni trenta l'Alfa Romeo aveva una propria linea di sviluppo e di produzione di eliche, sia a passo fisso che a passo variabile, che erano realizzate in duralluminio. Per quanto concerne invece i materiali, l'Alfa Romeo brevettò diverse leghe metalliche che vennero in seguito abbondantemente utilizzate anche sui modelli di autovettura. Una delle più famose leghe metalliche ideate e realizzate dall'Alfa Romeo che derivavano dall'ambito aerodinamico fu la "Duralfa".
In questo contesto, nel 1931, come evento dimostrativo a suffragio della bontà della tecnologia dell'Alfa Romeo applicata agli aeroplani, fu organizzata una gara tra una Alfa Romeo 8C 3000 Monza guidata da Tazio Nuvolari ed un Caproni Ca.100 dove vinse, di poco, l'aeroplano.

### La nascita dell'Alfa Romeo Avio

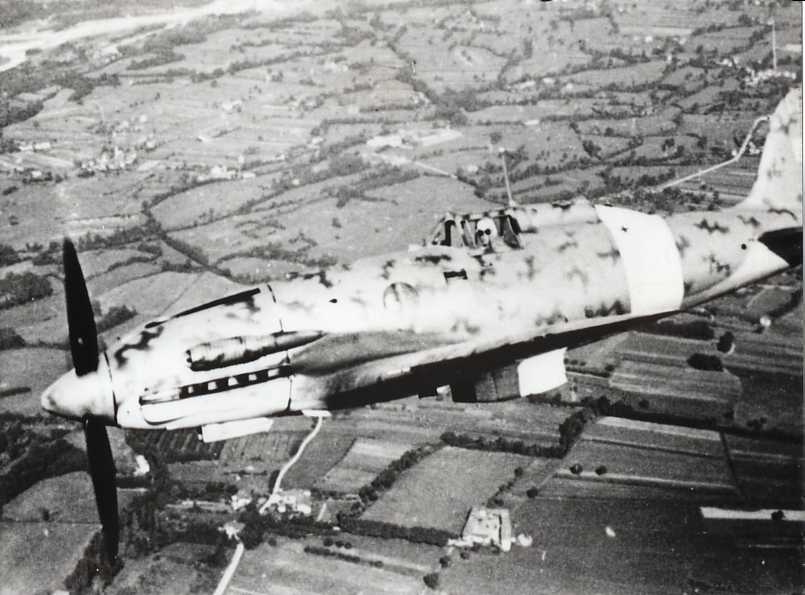
Un Macchi M.C.202 in volo.

Verso la fine degli anni trenta la situazione politica in Europa stava però mutando. I venti di guerra portarono le varie nazioni, Italia compresa, verso la corsa agli armamenti. La produzione industriale dell'Alfa Romeo fu quindi orientata verso l'assemblaggio di motori aeronautici e autocarri, che sarebbero stati più utili all'Italia in caso di conflitto armato. L'assemblaggio di autovetture civili si ridusse quindi drasticamente a favore soprattutto della produzione aeronautica, che negli anni precedenti alla seconda guerra mondiale generava quasi l'80% del fatturato dell'Alfa Romeo. In questo contesto, nel 1938, fu deciso di realizzare uno stabilimento produttivo a Pomigliano d'Arco, in provincia di Napoli, che si sarebbe dovuto occupare esclusivamente della progettazione e dell'assemblaggio di questo tipi di motori. Tale sito industriale fu l'antenato del moderno stabilimento produttivo del gruppo Stellantis. Negli anni successivi lo stabilimento di Pomigliano d'Arco raggiunse uno standard qualitativo ed un livello di avanzamento tecnologico tali da far annoverare il sito produttivo tra le migliori fabbriche del periodo. Dopo lo scoppio della seconda guerra mondiale, Ugo Gobbato decise di dotare la casa automobilistica del Biscione di una divisione aziendale specifica che si sarebbe occupata esclusivamente della produzione aeronautica. Nacque così, nel 1941, l'Alfa Romeo Avio.
I motori militari prodotti dall'Alfa Romeo in questo periodo erano quasi tutti radiali e raffreddati ad aria; fece eccezione l'RA 1000 RC.41 che era una produzione su licenza del famoso Daimler-Benz DB 601 e che equipaggiò i caccia Reggiane Re.2001 e Macchi M.C.202, ovvero il miglior aereo di questo tipo utilizzato dalla Regia Aeronautica durante il secondo conflitto mondiale.
La seconda guerra mondiale lasciò anche molti segni nello stabilimento del Portello e nel sito produttivo di Pomigliano d'Arco, che erano considerati molto importanti per l'approvvigionamento bellico. A causa della sua importanza strategica, il 14 febbraio ed il 13 agosto del 1943 lo stabilimento milanese subì due pesanti bombardamenti. Il colpo di grazia venne il 20 ottobre del 1944, quando il più violento bombardamento che avesse subito Milano fino ad allora causò l'abbattimento di oltre il 60% della struttura, cagionando la chiusura del sito produttivo. Lo stabilimento di Pomigliano d'Arco subì la medesima sorte il 30 maggio 1943, con la distruzione del 70% delle strutture operative.

### I decenni successivi

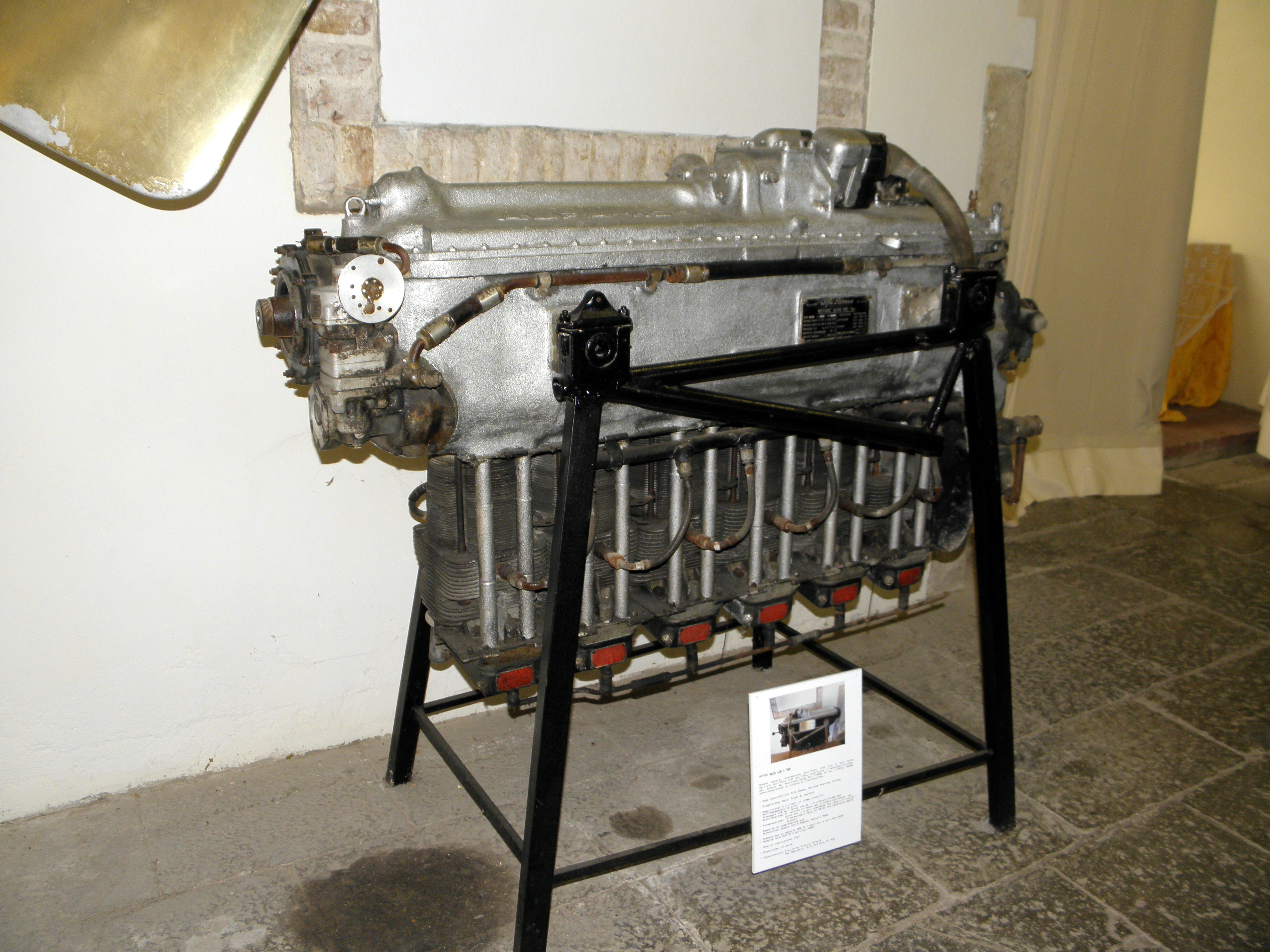
L'Alfa Romeo 115ter esposto al Museo dell'aria e dello spazio di San Pelagio, Due Carrare

A conflitto terminato, con l'esaurirsi delle commesse militari, lo stabilimento di Pomigliano d'Arco fu riattivato e convertito temporaneamente alla produzione di autovetture e autocarri, oltre che al collaudo di motori e telai per automobili ed alla produzione di filobus, motori Diesel, gruppi elettrogeni e motori marini. Poco tempo dopo, il sito produttivo napoletano tornò ad occuparsi anche di motori aeronautici. Questa attività non fu però paragonabile a quella prebellica, dato che le operazioni eseguite nello stabilimento furono inizialmente riconducibili solamente alla riparazione di propulsori Bristol ed alla produzione di pezzi di ricambio.
Nel 1947 la gestione dello stabilimento di Pomigliano d'Arco passò dall'Alfa Romeo alla Metalmeccanica Meridionale. A quest'ultima, inoltre, fu affidata la maggior parte della produzione dei motori, che quindi non fu più ad appannaggio completo delle maestranze di Pomigliano d'Arco. Nel 1948 l'attività di assemblaggio di motori aeronautici Alfa Romeo riprese con la produzione del 131 e con i nuovi motori 110 e 115. In particolare, questi ultimi due erano riservati ai piccoli aerei per il trasporto privato. Nel 1949 la casa del Biscione strinse un'alleanza con la Fiat, la SAI Ambrosini e l'Aermacchi per la produzione su licenza di aeroplani de Havilland. Nello specifico, i motori sarebbero stati realizzati dalla Fiat e dall'Alfa Romeo, mentre la restante parte dei velivoli sarebbe stata prodotta della altre due aziende aeronautiche citate. Sempre nel 1949 fu compiuta un'impresa che ebbe grande effetto sui media: un SAI Ambrosini S 1001 "Grifo" motorizzato con un Alfa Romeo 110 compì il tragitto Milano-Buenos Aires in 19 ore senza avere l'ausilio della radio. Il medesimo aeroplano, nel 1953, effettuò l'attraversamento dell'artide.
Negli anni cinquanta, in campo aeronautico, continuò la collaborazione con la Fiat, grazie alla quale furono prodotti motori a reazione. In questo decennio le attività aeronautiche della casa del Biscione erano però ancora al di sotto degli standard prebellici. Infatti, nel 1952, a Pomigliano d'Arco lavoravano 500 operai e 160 impiegati che si occupavano principalmente di attività di complementari alla produzione aeronautica vera e propria. Nell'anno citato, la gestione dello stabilimento tornò però all'Alfa Romeo. In questo periodo, le attività del sito produttivo di Pomigliano d'Arco erano infatti ancora limitate, dato che si riducevano a riparazioni ed alla realizzazione di motori a scoppio.

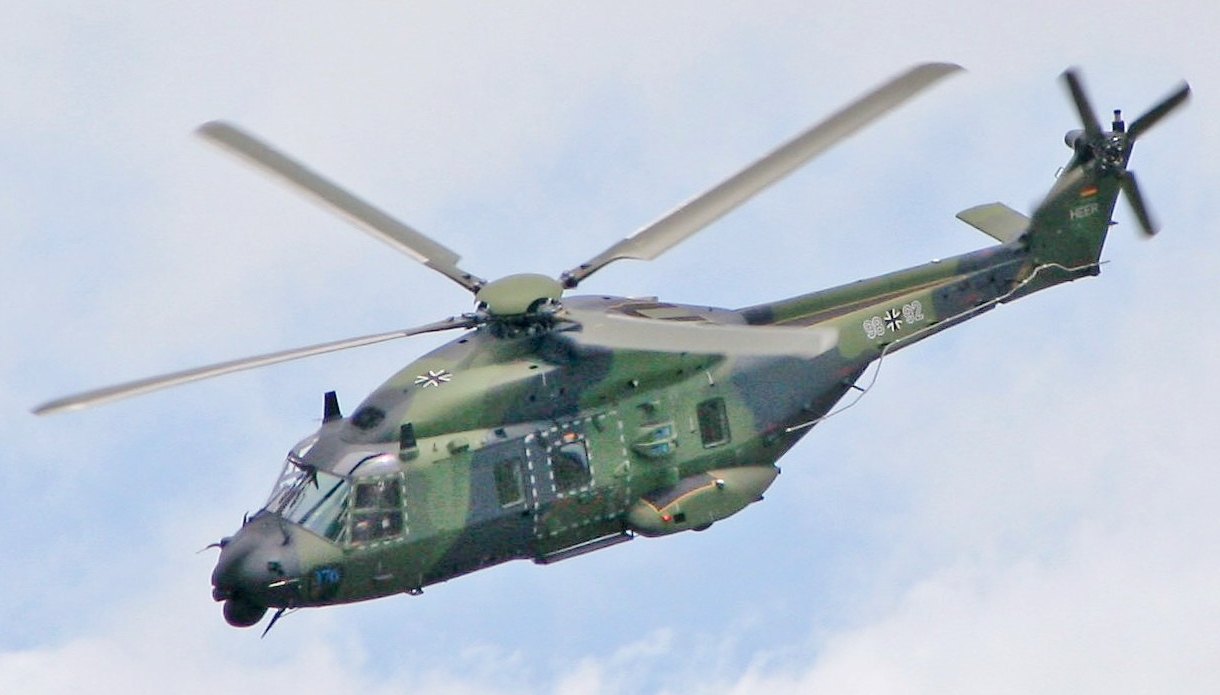
Un NH-90 TTH del Bundeswehr ripreso al salone aeronautico ILA 2006.

Nel 1962 venne decisa la riorganizzazione dello stabilimento. Accanto alle sezioni "Autoveicoli" e "Motori Diesel", fu infatti ripristinata la divisione "Avio". In tale contesto, la rinata Alfa Romeo Avio iniziò ad occuparsi di riparazioni di propulsori Curtiss-Wright, Dart, Conway ed Avon che erano montati su aeroplani italiani e norvegesi. Inoltre, la casa del Biscione fu coinvolta, a livello europeo, nella produzione di un motore a reazione General Electric. Dato che le attività nello stabilimento erano in costante crescita, la direzione dell'Alfa Romeo decise di investire risorse sulla formazione degli operai e dei tecnici. Come conferma di questo progresso, il fatturato dell'Alfa Romeo Avio, dal 1968 al 1969, aumentò del 34%, e nella seconda parte degli anni sessanta la casa del Biscione espose con successo i propri motori aeronautici in vari saloni internazionali dell'aeronautica. Anche in questo decennio, continuò la cooperazione, in ambito aeronautico, con la Fiat.
Negli anni settanta, in campo civile, l'Alfa Romeo riparava tutte le tipologie di motori a turbina utilizzati dalle compagnie aeree italiane, Alitalia compresa. Per quanto riguarda invece i motori ad uso militare, la casa del Biscione interveniva principalmente sui propulsori a pistoni dell'Esercito italiano. Nel 1974 l'Alfa Romeo iniziò una collaborazione con la Rolls-Royce per progettare, sviluppare e assemblare turbine a gas. Nel 1975 la forza lavoro impiegata all'Alfa Romeo Avio toccò la quota di 2.000 lavoratori e questa crescita costante portò questa società a fatturare, nel 1980, 41 miliardi di lire a fronte, però, di un calo degli occupati che si assestarono, nello stesso anno, a 1.300 unità. Le commesse più importanti di questo periodo erano anche collegate ad interventi su motori Pratt & Whitney, Rolls-Royce e General Electric. In questo contesto, nel 1979, l'Alfa Romeo stabilì un primato: fu la prima azienda italiana a progettare, sviluppare e costruire autonomamente un motore aeronautico a turboelica (l'AR318), che venne poi installato su un Beechcraft King Air. Invece, nel 1981, Alfa Romeo Avio partecipò, insieme a Oto Melara e Fiat Avio, alla realizzazione del vettore supersonico Otomach 2.
Nel 1982 il 10% delle azioni dell'Alfa Romeo Avio in possesso dell'Alfa Romeo furono cedute a Aeritalia, quota che crebbe al 60% nel 1984.  Nel 1986, in occasione della cessione dell'Alfa Romeo alla Fiat, l'Alfa Romeo Avio passò definitivamente ad Aeritalia, che acquistò la parte rimanente delle azioni ancora di proprietà della casa del Biscione. Come conseguenza del piano di dismissioni delle società a partecipazione statale che fu predisposto da Finmeccanica, nel 1996 la proprietà dell'Alfa Romeo Avio passò a Fiat Avio portando in dote un fatturato di 300 miliardi di lire e 1.500 lavoratori. Dal 2003 l'Alfa Romeo Avio fa invece parte del gruppo Avio. Nella nuova società l'Alfa Romeo Avio è stata coinvolta, nel 2005, nello sviluppo del motore T700-T6E1 per l'elicottero NHI NH90.

## Galleria d'immagini

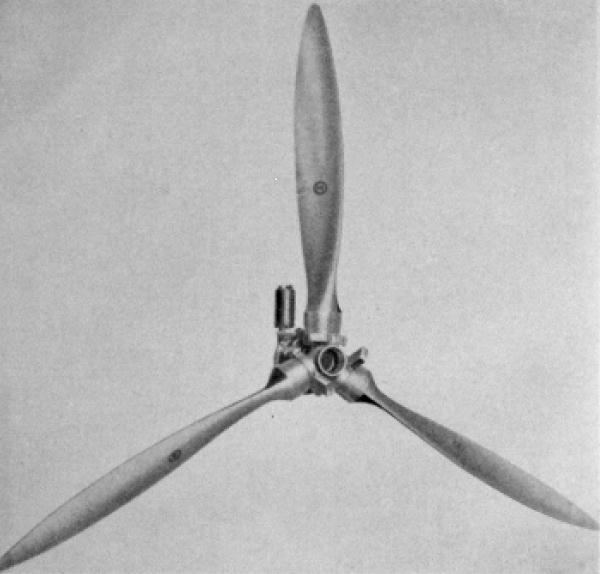
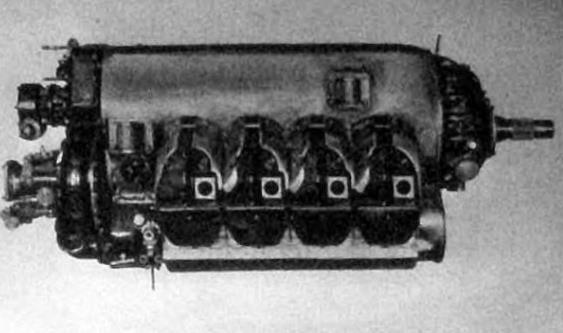